# John Titor
John Titor là 1 cái tên được sử dụng trên một số bảng tin trực tuyến trong thời gian từ năm 2000 đến 2001 bởi 1 người đăng tự nhận là 1 quân nhân Hoa Kỳ du hành thời gian đến từ năm 2036. Titor đã đưa ra vô số những dự đoán mơ hồ và cả cụ thể về những sự kiện thảm họa từ năm 2004 trở đi, trong đó bao gồm 1 cuộc chiến tranh hạt nhân, nhưng không điều nào trở thành sự thật cả. Những kiểm nghiệm kỹ lưỡng vào những khẳng định của Titor đã dấy lên 1 sự hoài nghi lan rộng. Mâu thuẫn trong những lời giải thích, sự không chính xác không thay đổi trong các dự đoán, và kết quả từ 1 nhà điều tra độc lập đã dẫn đến cái nhìn chung rằng toàn bộ sự việc này chỉ là 1 trò lừa đảo tinh vi. Một cuộc điều tra năm 2009 kết luận rằng Titor có khả năng là 1 tác phẩm của Larry Haber, 1 luật sư ngành giải trí tại Florida, cùng với người anh em Morey, 1 nhà khoa học máy tính.

## Các bài đăng của Titor
John Titor xuất hiện trên diễn đàn Time Travel Institute vào ngày 2, tháng 11, năm 2000, dưới cái tên TimeTravel_0, bắt đầu các bài đăng của mình với avatar là 1 biểu tượng quân đội. Vào thời điểm đó, cái tên "John Titor" chưa được sử dụng. Các bài đăng nói chung bàn luận về du hành thời gian, với bài đầu tiên miêu tả "6 bộ phận" 1 cỗ máy thời gian cần để hoạt động (xem phần dưới) và các phản hồi cho những câu hỏi như cỗ máy ấy hoạt động như thế nào. Những thông tin đầu tiên thường ngắn. Chuỗi tin tranh luận thứ 2 cũng được tạo ra vì sự hạn chế của phần mềm diễn đàn thời điểm đó.
Cái tên "John Titor" chỉ xuất hiện vào thời điểm tháng 1 năm 2001, khi TimeTravel_0 bắt đầu đăng bài trên Art Bell BSS Forums (nơi yêu cầu tên hoặc biệt hiệu với tất cả tài khoản). Titor dừng đăng bài vào cuối tháng 3 năm 2001.
Vào khoảng năm 2003, nhiều trang web đã làm lại các bài đăng của Titor, sắp xếp lại chúng thành các đoạn văn tường thuật. Một số không đề cập tới ngày đăng gốc.

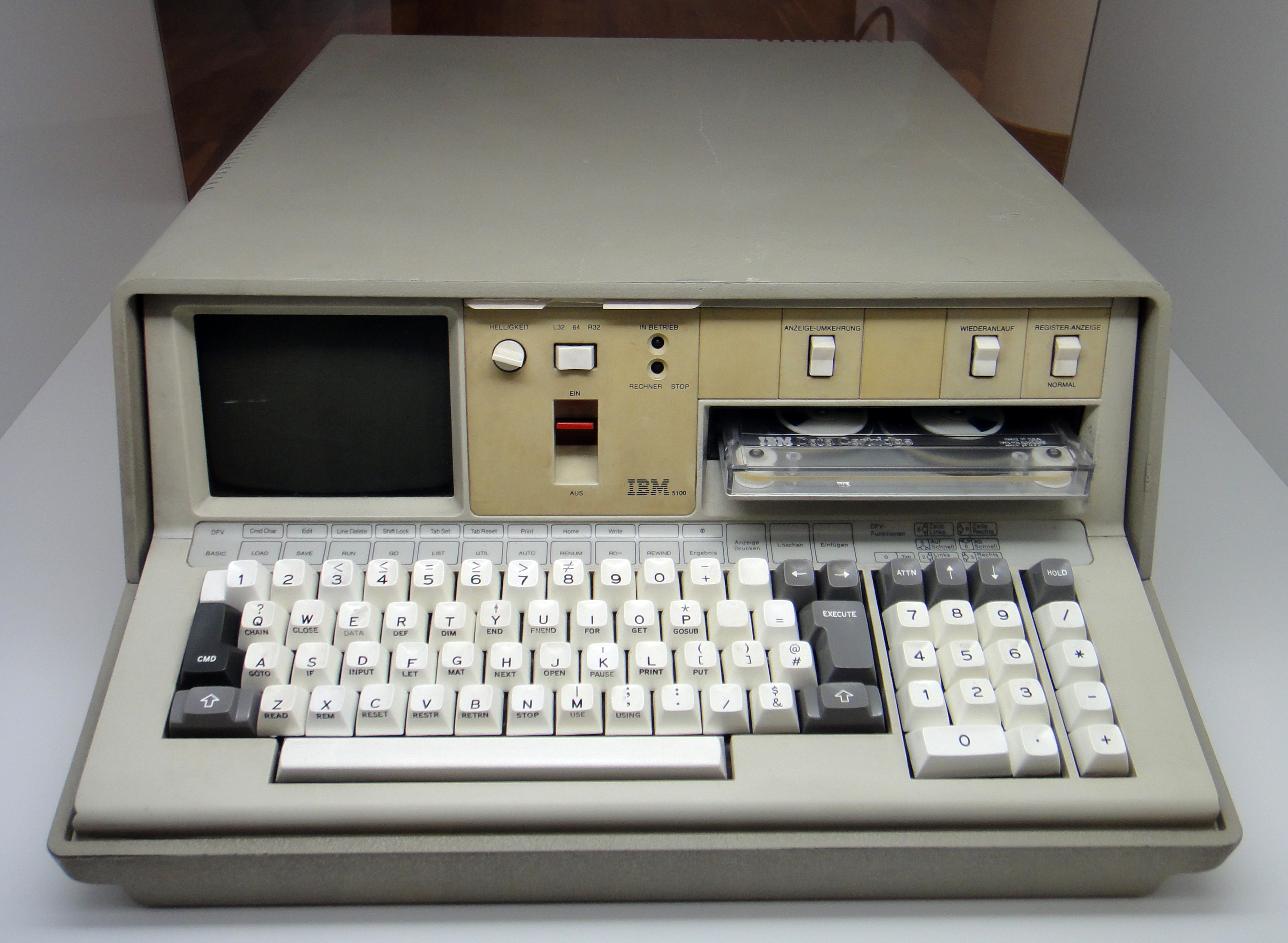
Chiếc máy tính IBM 5100

Trong các bài đăng online, Titor tự nhận là 1 quân nhân Hoa Kỳ trở về từ năm 2036, ở tại Tampa, Florida. Ông được cắt cử tham gia 1 dự án chính phủ về du hành thời gian, và đã được gửi về năm 1975 để lấy lại chiếc máy tính IBM 5100, thứ ông nói rằng cần để sửa lỗi cho nhiều chương trình máy tính đời sau tại năm 2036 - 1 đề cập có thể liên quan tới sự cố năm 2038 của UNIX. Chiếc IBM 5100 chạy bằng ngôn ngữ lập trình APL và BASIC.
Titor nói rằng ông được chỉ định cụ thể cho nhiệm vụ này, bởi ông nội của ông đã liên quan trực tiếp đến việc lắp ráp và lập trình chiếc 5100. Để minh chứng, ông miêu tả những đặc điểm không được công khai của chiếc 5100, điều này dẫn đến suy đoán rằng những bài đăng được viết bởi là 1 nhà khoa học máy tính. Titor tự nhận đã dừng không đăng bài 1 khoảng gian trong năm 2000 vì "những lý do cá nhân", như để thu thập những bức ảnh mất tích trong cuộc nội chiến (tương lai) và để thăm gia đình, những người ông thường xuyên nhắc tới.
Titor cũng nói rằng ông đã, trong một vài tháng, cố gắng cảnh báo bất cứ ai sẽ nghe về mối đe dọa của căn bệnh Creutzfeldt-Jakob lây truyền qua thịt bò và về khả năng bùng nổ nội chiến ở Hoa Kỳ. Khi được hỏi bởi 1 người theo dõi online, Titor cũng bộc lộ sự quan tâm đến các bí ẩn như UFOs, thứ ông nói rằng vẫn chưa thể giải thích ở thời đại của ông. Titor cho rằng UFOS và thực thể sống ngoài Trái Đất có thể là những nhà du hành từ tương lai còn xa hơn của ông, bằng những cỗ máy thời gian tân tiến hơn.

### Cỗ máy thời gian
Titor miêu tả cỗ máy thời gian của ông một vài lần. Trong 1 bài đăng thời điểm ban đầu, ông miêu tả nó như "1 khối ổn định, bộ phận chuyển dời thời gian được cấp năng lượng từ 2 điểm kỳ dị cùng dương chuyển động top-spin", sinh ra "1 đường hình sin Tipler offset theo tiêu chuẩn".
Bài đăng sớm nhất về cỗ máy thời gian cụ thể hơn khi đề cập nó chứa các bộ phận sau:
- 2 đơn vị vỏ bọc từ cho cặp điểm kỳ dị siêu nhỏ.
- 1 ống phân nhánh phóng electron để thay đổi lượng vật chất và lực hấp dẫn của 2 điểm kỳ dị siêu nhỏ.
- 1 hệ thống làm mát và lỗ thoát tia X.
- Các cảm biến hấp dẫn hay 1 khóa hấp dẫn biến thiên.
- 4 đồng hồ Caesi chính.
- 3 đơn vị máy tính chính.
Theo các bài đăng, cỗ máy được lắp đặt ở phần đuôi 1 chiếc Chervolet Corvette 1967 và có thể tháo dời , sau đó là lắp trên 1 chiếc xe tải 4 bánh năm 1987.

### Các dự đoán
Mặc dù dẫn luận cách diễn giải đa thế giới của cơ học lượng tử, thứ lý thuyết nói rằng các sự kiện trong đường thời gian của ông có thể khác với của chúng ta, Titor vẫn thể hiện sự chắc chắn rằng những khác biệt là rất nhỏ. Vì vậy, các miêu tả của ông đã được diễn giải như các dự đoán và so sánh với các sự kiện lịch sử từ năm 2001.
Dự đoán gần nhất của Titor là 1 cuộc nội chiến sắp xảy ra ở Hoa Kỳ liên quan đến "trật tự và quyền". Ông miêu tả nó bắt đầu năm 2004, với sự bất ổn trong quần chúng xung quanh cuộc bầu cử tổng thống năm đó. Ông chỉ ra những mâu thuẫn trong quần chúng này " gây ra 1 sự kiện kiểu Waco hàng tháng và ngày càng trở nên tồi tệ" và sẽ "ở gần như ngay tại bậc cửa mỗi căn nhà", kết thúc vào năm 2008.
Kết cục cuộc chiến là Hoa Kỳ sẽ bị chia thành 5 vùng dựa trên nhiều yếu tố và khác biệt trong mục tiêu quân sự. Theo Titor, cuộc nội chiến này sẽ kết thúc vào năm 2015 với Thế chiến thứ 3, ngắn nhưng khốc liệt.   
Titor đề cập đến sự chuyển giao này là "Ngày N". Washington,D.C. và Jacksonville, Florida được đề cập cụ thể là sẽ bị tấn công. Sau cuộc chiến, Omaha, Nebraska sẽ là thủ đô mới của Hoa Kỳ. Titor không nói rõ ràng về động lực cũng như nguyên nhân cụ thể của Thế chiên thứ 3. Một mặt, ông quy sự thù địch được gây ra bởi "xung đột biên giới và bùng nổ dân số". Ông cũng chỉ ra rằng xung đột hiện tại giữa người Ả rập và Israel không phải là nguyên nhân, mà chỉ là 1 cột mốc trước 1 Thế chiến thứ 3 giả thiết.  
Titor nói rằng khi ông là 1 đứa trẻ 13 tuổi tại thời điểm năm 2011, ông đã gia nhập Fighting Diamondbacks, 1 đơn vị bộ binh shotgun tại Florida, ít nhất 4 năm. Trong các bài đăng khác, ông miêu tả mình lánh nạn khỏi cuộc chiến.
Titor khẳng định rằng "Mô hình Everett-Wheeler của vật lý lượng tử", thường được biết đến như cách diễn giải đa thế giới, là đúng. Theo Titor, cuộc du hành thời gian của ông khiến cho 1 dòng thời gian mới được tạo ra. Điều này giúp cho các dự đoán của ông đứng vững trước sự kiểm chứng nếu chúng sai, vì những người tin ông có thể nói rằng các sự kiện đã bị ngăn chặn bởi các bài đăng của Titor.  

## Chỉ trích và tranh luận
The New Republic gọi Titor là người đăng bài diễn đàn trên internet nổi tiếng nhất từng nhận là 1 người du hành thời gian.
1 chương trình truyền hình của Ý, Voyager - Ai confini della conoscenza, phát sóng kết quả của cuộc điều tra vào John Titor vào 19 tháng 5, 2008. Nhà điều tra độc lập Mike Lynch không tìm thấy bất kỳ bằng chứng đăng ký nào của bất kì ai tên John Titor. Tuy nhiên, ông đã nhận diện được Quỹ John Titor, 1 công ty lợi nhuận thành lập vào ngày 16 tháng 9 năm 2003. Công ty này không có văn phòng hay địa chỉ ngoại trừ 1 hòm thư được thuê tại Kissimmee, Florida, Địa chỉ IP gắn với Titor cũng liên kết vị trí tới Kissimmee.
Năm 2009, 1 báo cáo bởi John Hughston của trang web Hoax Hunter chỉ ra Larry Haber, 1 luật sư trong ngành giải trí tại Florida, là 1 người sáng lập quỹ John Titor. Lynch kết luận rằng Haber và người anh em Morey Haber, 1 nhà khoa học máy tính, dường như là những người đứng đằng sau John Titor. Họ đã giới thiệu John Titor vào năm 1998, cùng với các dự đoán khác nhau, bao gồm cả sự hỗn loạn bởi "lỗi" Y2K. John Hughston cũng báo cáo rằng John Titor là 1 nhãn hiệu đăng ký của Ban quyền sở hữu và nhãn hiệu Hoa Kỳ.
Năm 2018, nghệ sĩ truyền thông đa phương tiện Joseph Matheny, người sáng lập tựa game thể loại quyết định hiện thực Ong's Hat nói rằng ông đã làm cố vấn cho 1 người ẩn danh liên quan đến câu chuyện huyền thoại này. John Titor "là 1 câu chuyện được sáng tạo như 1 thử nghiệm văn học bởi những người quan sát những điều tôi đã làm với Ong's Hat và muốn làm những điều tương tự. Tôi là cố vấn cho dự án, [nhưng] nó không phải dự án của tôi.

## Trong văn hóa đại chúng
Năm 2004, Quỹ John Titor xuất bản cuốn sách John Titor: A Time Traveler's Tale (ISBN 1-59196-436-9) thảo luận về các khẳng định của ông, hiện tại cuốn sách không được in nữa.
Năm 2004, Time Traveler Zero, 1 vở kịch dựa trên câu chuyện của John Titor, được diễn tại Hoa Kỳ.
Năm 2009, visual novel Steins;Gate đưa John Titor vào phần lớn cốt truyện và 1 trong vô số diễn biến plot twist của nó. Bộ anime cùng tên cũng được chuyển thể vào năm 2011.         
Trong 1 ấn phẩm của The Unbeatable Squirrel Girl, John Titor có trong danh sách bộ thẻ bài Deadpool's Guide to Super Villains như là 1 mật danh của Kang the Conqueror.